# 7382 Bozhenkova
A 7382 Bozhenkova (ideiglenes jelöléssel 1981 RJ5) a Naprendszer kisbolygóövében található aszteroida. Ljudmila Vasziljevna Zsuravljova fedezte fel 1981. szeptember 8-án.